# La Barraca de Fraisse
La Barraca de Fraisse (en francès Baraqueville) és un municipi del departament francès de l'Avairon, a la regió d'Occitània.